# Опсада Цариграда (626)
Опсада Цариграда (29. јул — 7. август 626) десетодневна је опсада престонице Византијског царства побуњених словенских и аварских племена.
Аварска  и словенска племена у су од 31. јула до 8. августа 626. године напали на Константинопољ. Истовремено, у договору са Аварима, са азијске стране до Босфора је била дошла војска персијског краља. Аварска коњица је била немоћна пред зидинама византијске престонице, а словенски бродови су били поражени од Византинаца. После пораза Словена и њихових бродова, дошло је до сукоба између Авара и Словена. Затим је уследио и сукоб међу самим Аварима. Аварски племенски савез се распао.
Током рата Византије са Персијанцима, аварски каган је, искористивши одлазак византијске војске на Кавказ и присуство персијске војске на другој страни Босфора, напао Цариград. Византијска флота није дозволила Аварима да се удруже са Персијанцима. После неуспеха одлучујућег јуриша 7. августа 626. Авари су сутрадан отишли.

#### Позадина
Почетак 7. века показао се тешким за Византијско царство: под ударима германских племена изгубљене су значајне територије у јужној Европи. На Пиринејском полуострву су их нападали Визиготи, а половина италијанских територија били заробљени од Лангобарда, бројни Словени и Турци као део Аварског каганата напали су њихове земље на Балкану, а непрекидни ратови са Сасанидским царством на истоку увелико су ослабили земљу и имали чак и територијалне губитке.
Око 620. године закључен је мир са Аварима по цену плаћања великог харача, за шта су морали чак и да продају део црквеног блага. Словенска племена, раштркана по Балкану до Италије, населила су и Грчку.
Следећи рат 602. године са Персијанцима текао је посебно лоше: у време 626. године царство је изгубило скоро половину својих територија (Сирију, Палестину и Египат). Цар Ираклије од 622. године командовао је војском која је деловала на Кавказу, у Јерменији и у црноморским областима Мале Азије. Године 626. борио се против персијске војске под командом Шахина (Саина). Друга персијска војска Шарбараза (Сарвара) опседала је Халкидон, односно Персијанце су од Цариграда одвајали само Босфор и византијска флота. Према Теофану, Ираклије је послао део трупа да брани град од Персијанаца.
У одсуству цара, византијском престоницом је управљао патрициј Бон, номинално је власт представљао 14-годишњи син Ираклија Константин, који је био крунисан за савладара свог оца.

#### Опсада Цариграда
У лето 626. Авари су одлучили да искористе прилику да нападну Византију и раскину мировни споразум. За поход су привукли њима потчињена племена Словена, Бугара и Германа-Гепида. Васкршња хроника и Теодор Синкел дају прилично детаљну хронику развоја догађаја.
29. јуна пред Цариградом су се појавили претходни одреди Авара од 30 хиљада. 30. јуна је дошло до првих окршаја, али још месец дана Авари нису прилазили директно граду.
Тек 29. јула читава 80-хиљадна војска, предвођена каганом, била је стационирана на зидинама византијске престонице, а Синкел је од тог дана пратио десетодневну опсаду. Према Синкелу, непријатељи су опколили град од мора до мора, сви њихови ратници су били у шлемовима и сијали у оклопима. Пошто град још није био у опасности са мора, после демонстрације силе, Авари су се повукли у свој логор.
31. јула од раног јутра до 17 часова уследио је 1. јуриш Авара. Синкел говори о интензивној пуцњави са луковима и праћкама по зидовима. Васкршња хроника обавештава о Словенима, постављеним уз зидине за демонстрацију где није било Авара: „У првом реду [хан је имао] ногу лако наоружаних Словена, а у другом тешко наоружане пешадије. А увече је ставио неколико опсадних машина и „корњаче“ од Врахиалије до Врахиалије.“ Такође, Словени су у северном делу залива Златни рог на ушћу реке Барбис лансирали моноксиле довезене у кагановом вагону [4]. Због плитке воде, византијска флота није могла да се приближи монксилима, већ их је потпуно блокирала у заливу.
У петак, 1. августа, Синкел извештава о изградњи опсадног оружја од стране кагана: хелеполиса и катапулта. Дрво за конструкције узето је из растављених кућа у околини и колица на којима су варвари стигли. У нападу су касније коришћени катапулти (вероватно требушети), али је нејасно да ли су Авари успели да доведу опсадне куле до зидина.
У суботу, 2. августа, син царев Константин послао је са даровима каганске посланике, међу којима је био и Синкел. Авари су већ имали персијске гласнике са даровима. Каган је, претећи јуришом следећег дана, поставио ултиматум - да напусти град за све становнике. Од ствари које им је дозволио да облаче само једну тунику. Амбасадори су закључили да су Авари склопили савез са Персијанцима и да су морали да пошаљу Словене са моноксилима да превезу персијске трупе преко Босфора. Ускршња хроника извештава о персијском одреду од 3000 људи, који су требали бити послат у помоћ Аварима.
У недељу, 3. августа, кан је успео да превезе део моноксила од Златног Рога до града Хали на обали Босфора, заобилазећи византијску флотилу копном. 70 бродова Византинаца одмах је кренуло ка Халију.
У понедељак 4. августа у зору, Словени су покушали да пређу Босфор да би превезли Персијанце. Према Васкршњој хроници: „Римљани су потопили и поклали све Словене који су били на моноксилима“. На повратку својима убијени су и персијски посланици код хана.
Локални сукоби настављени су у уторак 5. августа. Авари и Словени су припремили опсадно оружје и моноксиле да јуришају на град истовремено са копна и мора.
У среду, 6. августа, најжешћа битка, према Синкелу, почела је дуж свих зидина. Међу браниоцима града појавили су се и рањеници, губици Авара били су много тежи. Битка се није стишала ни ноћу. Одлучујући јуриш догодио се сутрадан.

#### Напад 7. августа
Синкел је испричао о догађајима прекретнице у опсади града, Васкршња хроника садржи фрагментарни опис завршне фазе пораза Словена на мору. Патријарх Никифор је испричао ток догађаја у верзији различитој од Синкелове.
У петак, 7. августа, кан је започео јуриш на град са свих страна. Многи катапулти пуцали су на зидине града. У заливу Златни рог, каган је „испунио Моноксиле Словенима и другим дивљим племенима које је довео [са собом]. Доводећи тамо број варвара у тешком наоружању до огромног мноштва, наредио им је да навуку весла и уз гласан крик крену на град”
Међутим, напад није успео. На копну је „толико убијених непријатеља [пало] на сваки део зида и толико непријатеља је умрло свуда да варвари нису могли ни да се окупе и запале ватре“
Још страшнији пораз Словена догодио се на мору, али како се то тачно догодило остаје мистерија. Патријарх Никифор је о томе говорио овако:
„А пошто су многи Словени пратили Аваре и наступали у савезу са њима, они су им дали знак да, чим су приметили упаљене бакље на предњем зиду Влахерне, зване птерон [крило], одмах су се тамо приближили чамци- чамци од једног дрвета да пливају, да узбуне град, и да Авари смело јурну са зидина у град. То је постало познато патрицију Бону, који је опремио дворедне и троредне триреме за веслачке бродове и, на месту где је дат знак, наоружао се и ту се привезао.  И наредио је да се одмах да знак за паљбу. Видевши знак, Словени са реке, зване Барбис, појурише и пођоше према граду. Исти су налетели на њих, забили их у средину и одмах их оборили, тако да је морска вода била јако умрљана крвљу. Међу лешевима убијених било је и словенских жена“.
Синкел, као непосредни очевидац, инсистира да се византијска флотила повукла пред мноштвом словенских земуница: „Неки кажу да је наше [војнике] на повлачење натерао не страх од непријатеља, већ да је сама Богородица, желећи да покаже моћ да чини чуда, наредила им је да се претварају да се повлаче тако да су варвари претрпели потпуну катастрофу у близини њеног светог храма, нашег спасоносног пристаништа и тихе луке – Влахернске цркве Богородице“. Синкел приписује заслугу у победи над варварима на мору само интервенцији Богородице, која је „потопила своје моноксиле заједно са тимовима испред сопственог храма Божијег у Влахерни, тако да је цео овај залив био испуњен мртвим телима. и празни моноксили“.
Васкршња хроника извештава да је после пораза у заливу (опис овога изостављен у летопису) пораз Словена завршен на обали:
„И Јермени пређоше преко зида Влакерне и запалише ватру на оближњем порти [цркве] Светог Николе. Они Словени који су се спасли пливајући од моноксила, због [овог сигнала] ватром, одлучили су да су [људи] који стоје уз море Авари. Изашли су [на обалу] на овом месту и убили су их Јермени. И оних неколико Словена који су, избавивши се пливањем, изашли [на обалу] на месту где је стајао безбожни кан, побијени су по његовом наређењу“.
Извори не наводе зашто је каган наредио да се убију преживели Словени. Ратници у оклопима у моноксилима су очигледно били Авари и, очигледно, нису могли да побегну од судара. Међутим, нису сви Словени са моноксилом страдали. По Синкелу, део Словена је допливао до северне обале залива и отишао у планине, нико их није гонио.
Потонуће словенских земуница каснији извори покушавају да објасне изненадном олујом, која је настала Богородичином вољом. Међутим, сведоци опсаде Синкел, Георгије Писида и Ускршња хроника не помињу олују.
Врло слична погибија словенске флотиле на моноксилима у мирном мору описана је у збирци чуда Светог Димитрија Солунског. Када су на прелазу из 6. у 7. век Словени у земуницама кренули на јуриш на Солун, онда изненада:
„Захваљујући мученику, једнолико кретање поменутих бродова постало је неконтролисано и они су се међусобно сударили, неки од њих су се преврнули, а Словени су испали из њих. Када је један од морнара хтео да се спасе на другом [броду], зграбио га је и преврнуо, а они који су били тамо пали су у море. И најзад, морнари одсекоше мачевима руке онима који су их испружили, једни су тукли другога мачем по глави, други проболи некога копљем, и сваки, мислећи на своје спасење, постао је непријатељ. другог. […] И тада се видело море, све поцрвенело од варварске крви.“